# Prepoznavanje objekata
Prepoznavanje objekata – tehnologija u oblasti računarskog vida za pronalaženje i identifikaciju objekata na slici ili video sekvenci. Ljudi prepoznaju mnoštvo objekata na slikama uz malo truda, uprkos činjenici da slika objekata može donekle varirati u raznim tačkama gledišta, u mnogo različitih veličina i razmera ili čak kada su translirani ili rotirani. Objekti se mogu prepoznati čak i kada su delimično zaklonjeni od pogleda. Ovaj zadatak je i dalje izazov za sisteme računarskog vida. Mnogi pristupi zadatku su implementirani tokom više decenija.

## Pristupi zasnovani na objektnim modelima sličnim CAD-u
- Detekcija ivice
- Iskonska skica
- Mar, Mohan i Nevatija[1]
- Olivier Faugeras

### Prepoznavanje po delovima
- Generalizovani cilindri (Tomas Binford)
- Džioni (Erving Biderman)
- Dikinson, Forsajt i Pons

## Aplikacije
Metode prepoznavanja objekata imaju sledeće primene:
- Prepoznavanje aktivnosti[2]
- Automatsko označavanje slika[3][4]
- Automatsko prepoznavanje cilja
- Androidne oči - Prepoznavanje objekata[5][6]
- Kompjuterska dijagnoza[7]
- Panorame slika[8]
- Vodeni žig slike[9]
- Globalna robotska lokalizacija[10]
- Prepoznavanje lica[11]
- Optičko prepoznavanje znakova[12]
- Kontrola kvaliteta proizvodnje[13]
- Preuzimanje slika zasnovano na sadržaju[14]
- Brojanje i praćenje objekata[15]
- Automatski parking sistemi[16]
- Vizuelno pozicioniranje i praćenje[17]
- Video stabilizacija[18]
- Detekcija pešaka
- Inteligentno prilagođavanje brzine (u automobilu i drugim vozilima)

## Literatura
- Elgammal, Ahmed  "CS 534: Computer Vision 3D Model-based recognition", Dept of Computer Science, Rutgers University;
- Hartley, Richard and Zisserman, Andrew  Hartley, Richard; Zisserman, Andrew (2000). Multiple View Geometry in computer vision (PDF). Cambridge University Press. ISBN 0-521-62304-9., Cambridge Press. .
- Roth, Peter M. and Winter, Martin  "Survey of Appearance-Based Methods for Object Recognition", Technical Report ICG-TR-01/08, Inst. for Computer Graphics and Vision, Graz University of Technology, Austria;  January 15, 2008.
- Collins, Robert  "Lecture 31: Object Recognition: SIFT Keys", CSE486, Penn State
- IPRG Архивирано на веб-сајту  (28. децембар 2020) Image Processing - Online Open Research Group
- Christian Szegedy Архивирано на веб-сајту  (6. септембар 2015), Alexander Toshev Архивирано на веб-сајту  (4. октобар 2015) and Dumitru Erhan. Deep Neural Networks for Object Detection. Advances in Neural Information Processing Systems 26 Архивирано на веб-сајту  (5. септембар 2020), 2013. page 2553–2561.
- Daniilides and Eklundh, Edelman.
- Roth, Peter M.; Winter, Martin (2008). „SURVEYOFAPPEARANCE-BASED METHODS FOR OBJECT RECOGNITION”. Technical Report. ICG-TR-01/08.